# Gentilly
Gentilly es una comuna francesa situada en el  departamento de Valle del Marne, de la región de Isla de Francia.
Los habitantes se llaman Gentilléens.

## Geografía
Está ubicada en las afueras (banlieue en francés) sur de París y limítrofe de la capital francesa.

## Demografía
| 4 495 | 5 267 | 1 550 | 2 379 | 4 985 | 9 450 | 9 987 | 11 646 | 13 608 | 20 721 | 9 093 | 8 871 | 8 796 | 10 378 | 12 396 | 14 278 | 15 017 | 6 153 | 7 433 | 8 421 | 10 744 | 14 033 | 14 311 | 15 623 | 18 179 | 16 649 | 17 497 | 19 211 | 18 812 | 17 026 | 16 732 | 17 093 | 16 118 | 17 103 | 16 892 | 19 967 |
| Para los censos de 1962 a 1999 la población legal corresponde a la población sin duplicidades (Fuente: INSEE [Consultar]) |       |       |       |       |       |       |        |        |        |       |       |       |        |        |        |        |       |       |       |        |        |        |        |        |        |        |        |        |        |        |        |        |        |        |        |